# Francesco Coghetti

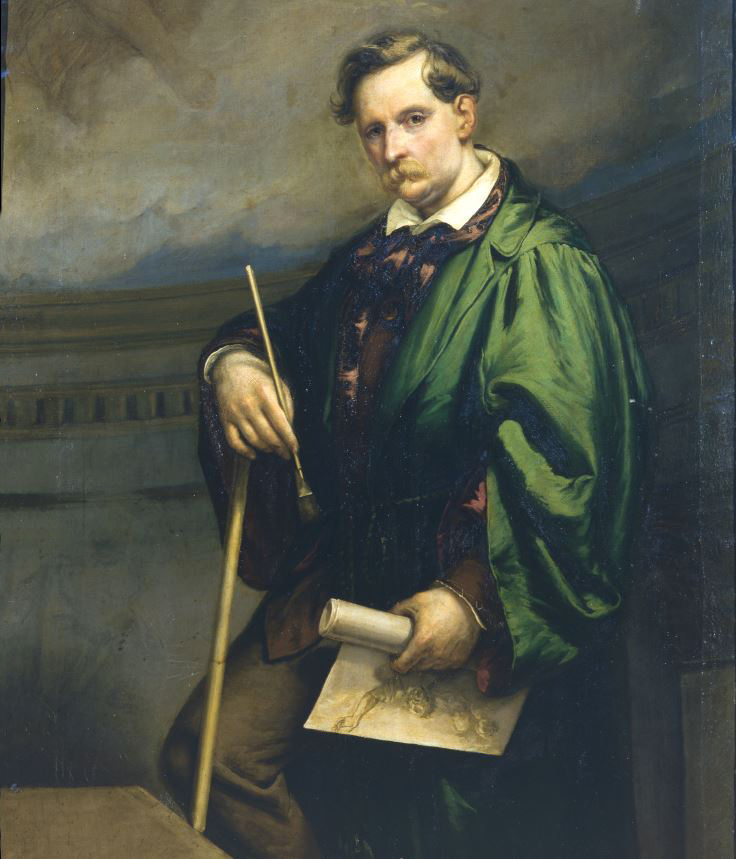
Giuseppe Rillosi, Ritratto del pittore Francesco Coghetti, 1854

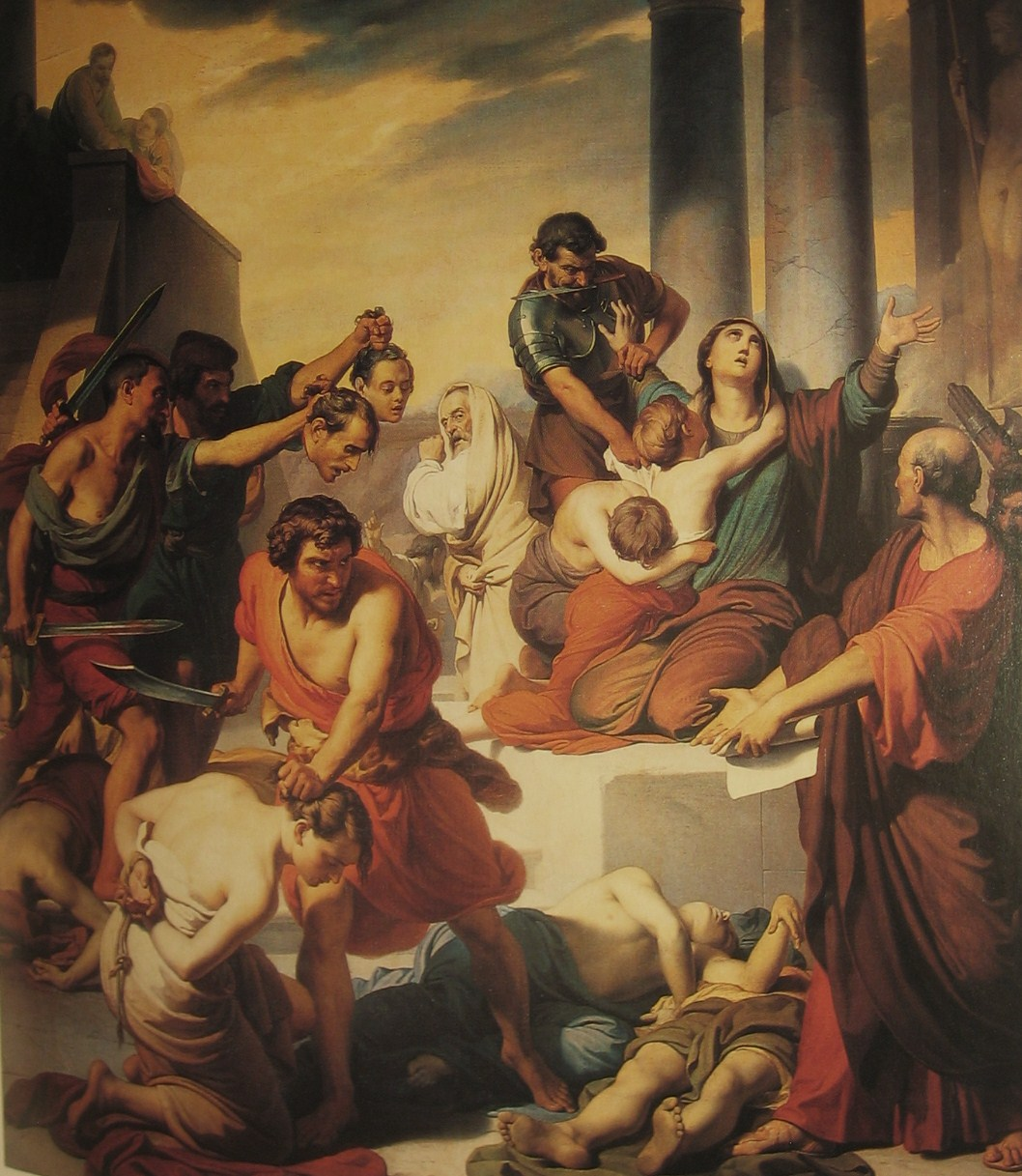
Martirio di Santa Felicita e dei suoi sette figli, Chiesa parrocchiale di Ranica, Bergamo

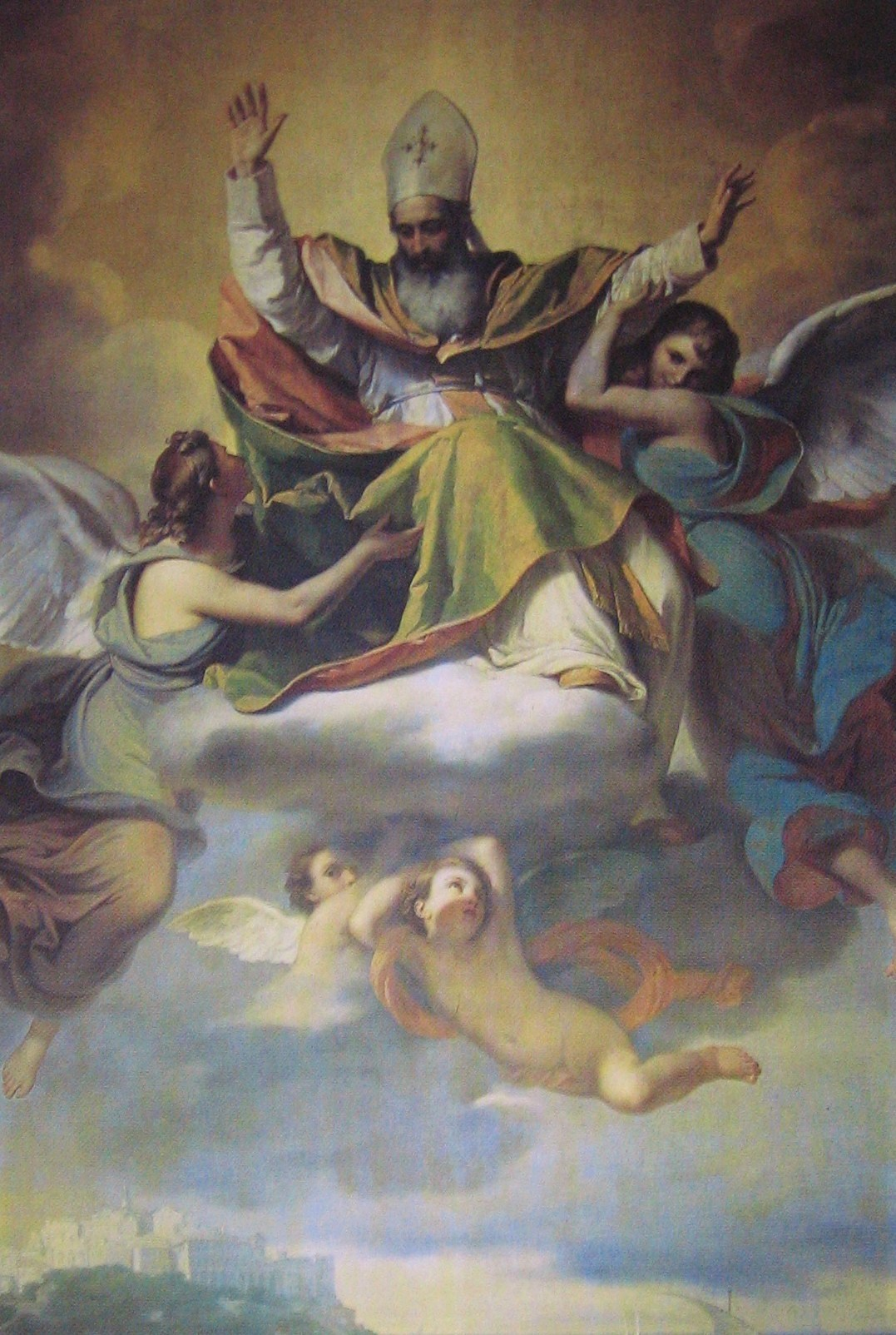
Apoteosi di Sant'Agostino, Duomo di Porto Maurizio, Imperia

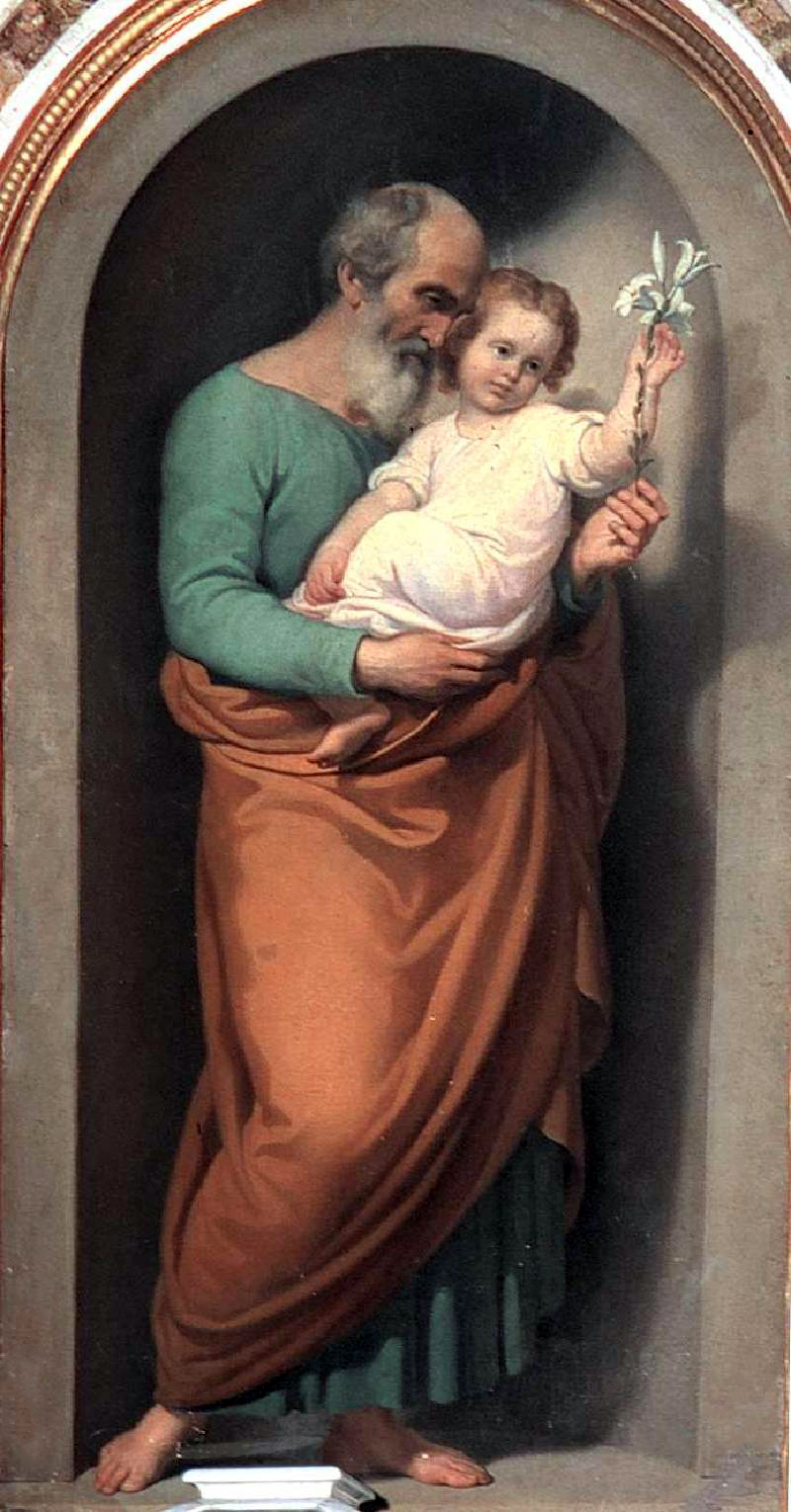
San Giuseppe con Gesù Bambino, 1862

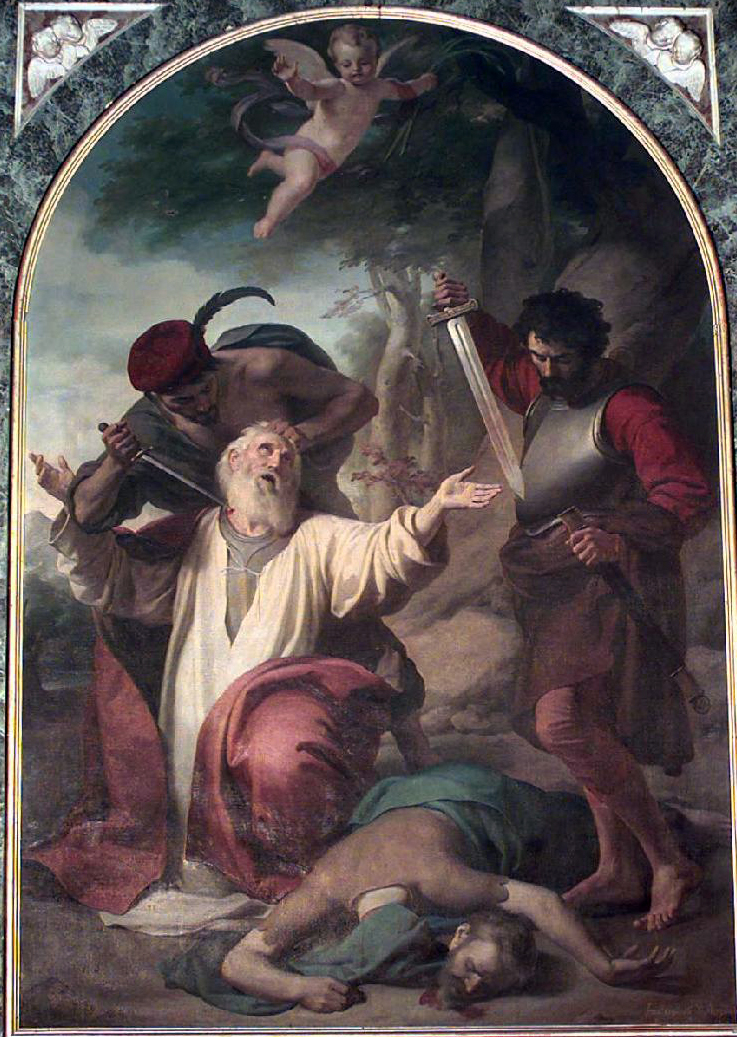
Martirio dei Santi Fermo e Rustico, Roma, 1868

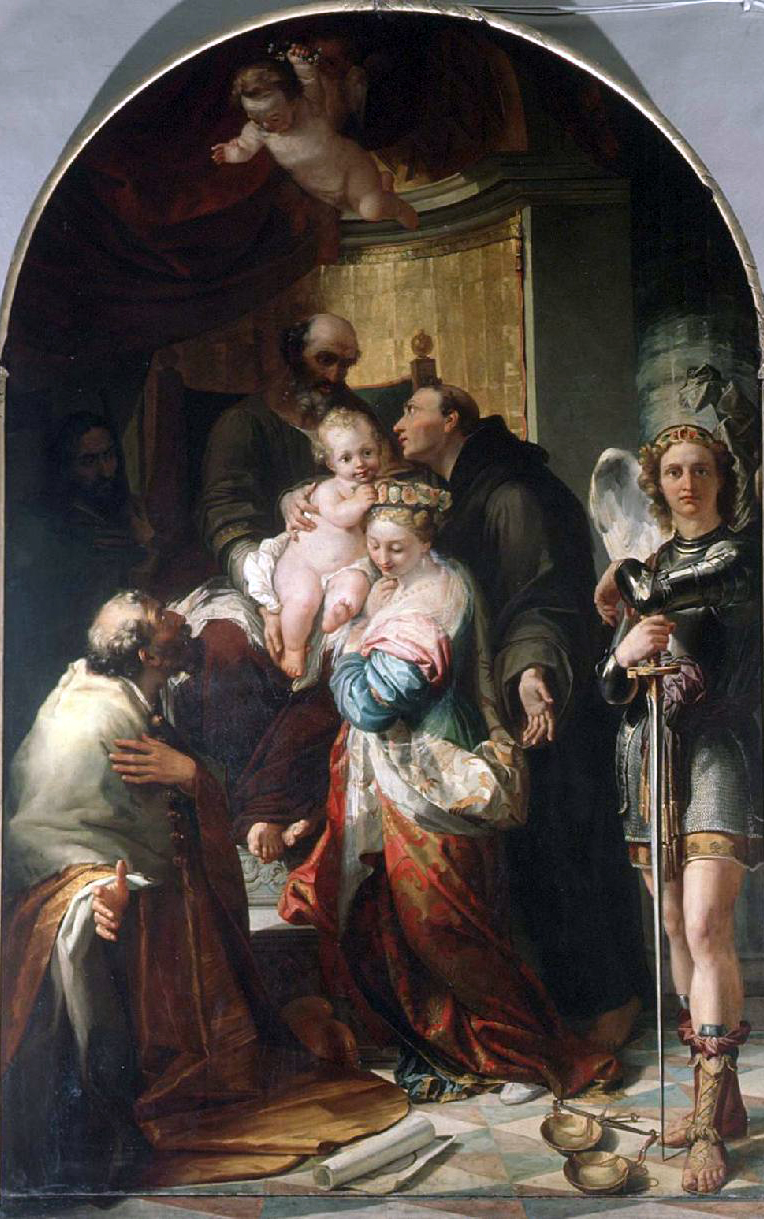
San Giuseppe con Gesù Bambino e Santi, 1828

Francesco Coghetti (Bergamo, 12 luglio 1802 – Roma, 20 aprile 1875) è stato un pittore italiano.

## Biografia
Nacque all'inizio del XIX secolo a Bergamo, precisamente nella parrocchia di San Pancrazio, situata nella Città Alta, da Giuseppe e Caterina Balbi, appartenenti a una famiglia benestante. Questa condizione agiata lo portò a intraprendere gli studi presso scuole prestigiose, prima a Clusone, poi all'Accademia Carrara, posta nel capoluogo orobico, dove seguì corsi di pittura volti a migliorarne le innate capacità. 
Qui venne seguito dal maestro Giuseppe Diotti ed ebbe come compagno di studi Giovanni Carnovali, detto il Piccio, con il quale instaurò un rapporto di amicizia e di reciproca stima. Nel corso del secondo anno di studi, nel 1818, vinse il concorso di disegno indetto dall'accademia stessa, a pari merito con l'amico Carnovali.
Nel 1820, al termine del suo ciclo di studi, si trasferì a Milano dove riuscì a distinguersi vincendo, l'anno successivo, un premio per disegno e figura indetto dall'Accademia di belle arti di Brera. Questi riconoscimenti lo indussero a cercare continui miglioramenti, tanto che al termine dell'anno decise di recarsi a Roma dove grazie alle generose sovvenzioni del padre ed accompagnato dal prestigio maturato dai premi precedentemente ricevuti, ebbe modo di frequentare lo studio del maestro Vincenzo Camuccini. 
Il suo soggiorno romano venne aiutato anche dall'amicizia con il conterraneo Angelo Mai, cardinale presso la sede pontificia, che fu un influente protettore del giovane pittore, il quale lo ricambiò eseguendone un ritratto inviato a Schilpario, paese d'origine del prelato.
Nel 1825 Francesco Coghetti convolò a nozze con Giacinta Martinozzi, dal cui legame successivamente nacquero Cesare e Giuditta.
Nel frattempo cominciavano ad arrivare numerose le commesse, anche dalla sua terra natìa, che aumentarono notevolmente la sua fama. Una di queste opere, "Santa Aldeida in atto di ricevere la corona dell'immortalità" vinse anche una medaglia all'esposizione Nazionale di Firenze.
L'apice della sua produzione coincise con gli anni quaranta e cinquanta del XIX secolo, in cui visse periodi di intensissimo fervore artistico accompagnato da un numero sempre crescente di commissioni che giungevano da ogni parte d'Italia e d'Europa, tanto da garantirgli l'appellativo di "più distinto pittore vivente italiano". 
Nel 1844 gli venne proposta la direzione dell'Accademia di pittura di Città del Messico, offerta declinata dal Coghetti.
Nel 1858 ottenne la cattedra di pittura, nonché la presidenza dell'Accademia di San Luca; dove ebbe fra i suoi allievi Antonio Malchiodi.
Tuttavia, a partire dalla seconda metà del sesto decennio, la sua fama cominciò ad essere messa in discussione da alcuni lavori ritenuti non all'altezza delle sue capacità, tanto da ritrovarsi al centro di alcune polemiche sovente alimentate da invidia e da posizioni politiche differenti alla maggiore corrente di pensiero. Erano infatti i tempi in cui lo Stato Pontificio stava per essere annesso al Regno d'Italia, e il Coghetti ricopriva un ruolo di spicco nell'Accademia di San Luca, ritenuta la massima espressione del potere temporale del papa.
Numerose furono quindi le disdette di commissioni, accompagnate dalla sospensione dal ruolo di docente e presidente dell'accademia stessa nel 1873, nel frattempo diventata Accademia Regia.
Relegato ai margini della vita artistica della capitale italiana, morì nel 1875 a causa di un attacco apoplettico.

## Le opere
Il Coghetti si distinse fin dalle prime opere per il suo stile caratterizzato da un'elevata eloquenza classica, nonché da un virtuosismo nelle ambientazioni barocche, ma anche da una gestione armonica dei colori e da una rappresentazione naturale delle espressioni dei volti dipinti. 
Numerose furono i ritratti eseguiti per l'aristocrazia del tempo, ma soprattutto i dipinti raffiguranti scene del vecchio e nuovo testamento.
Le sue principali opere, ordinate cronologicamente, furono:
- "Presentazione di Gesù al tempio" (1825), chiesa parrocchiale di Almenno San Bartolomeo (Bergamo)
- "Santa Aldeida in atto di ricevere la corona dell'immortalità" (1828), sagrestia del Duomo di Bergamo
- "Assunta" (1831), chiesa parrocchiale di Calcinate (Bergamo)
- "Ritratto del cardinale Cesare Nembrini" (1831)
- "Profeti, Angeli e santi Patroni di Bergamo" (1832), Sagrestia del duomo di Bergamo
- "Ritratto di Gaetano Donizetti" (1832)
- "Affreschi della cupola" (1833), duomo di Bergamo
- "Ritratto del vescovo Carlo Gritti Morlacchi", sagrestia del duomo di Bergamo.
- "Affreschi di Alessandro Magno e figure allegoriche" (1837), villa Torlonia (via Nomentana, Roma)
- "Affreschi di Prometeo" (1838), Teatro Tordinona
- "Storie di Gracco e dei Promessi Sposi" (1841), Palazzo Torlonia (Roma)
- "Decorazione a bassorilievo" (1842), Casino di Castel Gandolfo (Roma)
- "Ritratto di Giovanni Presti" (1843)
- "Nozze di Amore e Psiche" (1844)
- "Ascensione di Cristo" (1847), Duomo di Porto Maurizio (Imperia, realizzata nell'allora nuova chiesa di Porto Maurizio, dove l'artista fu chiamato anche per intervento del suo ex allievo Leonardo Massabò)
- "Assunta" (1847), Duomo di Savona
- "Storie della Vergine" (1847), cattedrale di Savona
- "Cristo scaccia i mercanti dal tempio", cattedrale di Savona
- "Apoteosi di sant'Ambrogio" (1849), chiesa parrocchiale di Legino (Savona)
- "Madonna con Bambino" (1849), chiesa parrocchiale di Legino (Savona)
- "Scene del diluvio" (1850), Museo de San Carlos (Mexico City)
- "Assunta", Villa Gallariti Scotti, Oreno Brianza (Monza)
- "Santo Stefano condotto davanti al sinedrio" (1853), basilica di San Paolo fuori le mura di Roma
- "L'uccisione di Galeazzo Maria Sforza in Ssanto Stefano a Milano" (1853)
- "Autoritratto" (1854)
- "Martirio di S. Lorenzo" (1855) Basilica di San Paolo fuori le mura (Roma)
- "Madonna con Bambino" (1856) chiesa parrocchiale di Orvinio (Rieti)
- "San Giuseppe" (1856), chiesa parrocchia di Oreno Brianza (Monza)
- "San Carlo Borromeo" (1856)
- "Martirio di santa Felicita e dei suoi sette figli"  (1857), chiesa parrocchiale di Ranica (Bergamo)
- "Cesare al passaggio del Rubicone" (1857), Sipario del Teatro Comunale di Rimini (progetto di Luigi Poletti)
- "Apoteosi di S. Agostino" (1858), Duomo di Porto Maurizio (Imperia)
- "Affreschi di San Biagio, Sant'Anna, Santi Pietro e Paolo" (1859), Chiesa dei SS. Carlo e Biagio ai Catinari (Roma)
- "San Paolo rapito al terzo cielo" (1860)
- "Battesimo dei santi Procolo e Martiriano celebrato dai santi Pietro e Paolo nel carcere Mamertino" (1860), basilica di San Paolo fuori le Mura (Roma)
- "La disfatta di Annibale" (1861), sipario storico del Teatro Nuovo Gian Carlo Menotti di Spoleto, ora (aprile 2017) in restauro
- "Transito della Vergine" (1862), cattedrale di Piacenza
- "Immacolata" (1862), Chiesa dei SS. Apostoli (Roma)
- "Evangelisti" (1862), Chiesa dei SS. Apostoli (Roma)
- "San Giuseppe col Bambino" (1862), chiesa parrocchiale di Gazzaniga (Bergamo)
- "Quadretti a tema sacro" (1862), Portogallo
- "Allegoria della Battaglia di Tscheme" (1863)
- "Madonna del Carmelo" (1866), Duomo di Porto Maurizio (Imperia)
- "Autoritratto" (1868)
- "Martirio dei santi Fermo e Rustico" (1868), Chiesa parrocchiale di Adrara San Martino (Bg);
- "Affreschi con storie di san Paolo della Croce" (1870), Chiesa dei SS. Giovanni e Paolo al Monte Celio (Roma)
- "Assunta" (1870), Cattedrale di Santiago del Cile (Cile)
- "Ritratto di Gallarini" (1870)
- "Santa Maria delle Grazie, il Padre Eterno, sant'Egidio e altri santi", (1872) Chiesa di Linguaglossa (Catania)
- "Bruto mostra al popolo il cadavere di Lucrezia", Museo civico di Treviso
- "Papa Eugenio III benedice Amedeo III di Savoia", Castello Ducale di Agliè (Torino)